# Erich Ziegler
Erich Ziegler (Neukölln, 1914. február 20. – 2004. május 6.) német politikus. Az 1930-as években a Heinz Kapelle Csoport aktivistája volt. A második világháború után a Német Szocialista Egységpárt nyugat-berlini szervezetének vezető személyisége volt.